# フィン祖語の位置格
再建されたフィン祖語は６種類の場所格を持つ。場所格には"s"を持つ内部格と"l"を持つ外部格の２種類の系列が存在し、そのそれぞれに静的な位置・移動の起点・移動の到達点の３種の方向性の区別がある。
| 場所格 | 到達点                            | 位置                               | 起点                        |
| ------ | --------------------------------- | ---------------------------------- | --------------------------- |
| 内部格 | sVn 「〜の中へ」 (入格)           | ssA (<*s+nA) 「〜の中に」 (内格)   | stA 「〜の中から」 (出格)   |
| 外部格 | *len, *lek? 「〜の表面へ」 (向格) | llA (<*l+nA) 「〜の表面に」 (接格) | ltA 「〜の表面から」 (向格) |

表中のAはa, äのうち母音調和に適合するいずれかであり、Vは挿入母音である。-nAはフィン・ウゴル祖語の地格（フィン語族の様格の起源）の標識であり、-tAは離格(フィン語族の分格の先祖)の標識であり、-n, -s, -kは向格の標識であると再建できる。
-s / -lの格はウラル語族の諸語とも対応が見られるものの、この体系はおそらくウラル語族とフィン語族の分岐後に、フィン語族で起こった言語革新である。